# Rio Guarapiche
O Rio Guarapiche é um rio sul-americano que banha a Venezuela.